# Etelä-Savo
Etelä-Savo, Nederlands: Zuid-Savonië, Zweeds: Södra Savolax, is een Fins landschap. Een landschap is in Finland een bestuurlijke eenheid. Een groot deel van de Finse Merenvlakte, met onder andere het Saimaameer, ligt in Etelä-Savo. Er staat in de gemeente Savonlinna een grote houten kerk, de Kerk van Kerimäki. Kerimäki was vroeger een eigen gemeente, maar is in Savonlinna opgegaan.

## Gemeentes
Er waren in 2022 in Etelä-Savo 12 gemeentes. Die staan hieronder genoemd. Het wordt er bij de gemeentes, die een stad zijn, vermeld. De inwoneraantallen staan bij de gemeentes genoemd.
1. Enonkoski 1362
2. Hirvensalmi 2131
3. Juva 5887
4. Kangasniemi 5230
5. Mäntyharju 5635
6. Mikkeli, hoofdstad 52 122
7. Pertunmaa 1644
8. Pieksämäki, stad 17 253
9. Puumala 2117
10. Rantasalmi 3330
11. Savonlinna, stad 32 547
12. Sulkava 2430

Åland · Etelä-Pohjanmaa · Etelä-Savo · Kainuu · Kanta-Häme · Keski-Pohjanmaa  · Kymenlaakso · Lapin maakunta · Midden-Finland · Noord-Karelië · Österbotten · Päijät-Häme · Pirkanmaa · Pohjois-Pohjanmaa · Pohjois-Savo · Satakunta · Uusimaa · Zuid-Karelië · Zuidwest-Finland